# Agylla steniptera
Agylla steniptera är en fjärilsart som beskrevs av George Francis Hampson 1911. Agylla steniptera ingår i släktet Agylla och familjen björnspinnare. Inga underarter finns listade i Catalogue of Life.